# Július Hanus
Július Hanus (12. února 1923 Cinobaňa-Turíčky – 30. července 2014 Bratislava ) byl slovenský a československý politik Komunistické strany Slovenska, poslanec Slovenské národní rady a Sněmovny národů Federálního shromáždění na počátku normalizace, ministr vlády ČSSR a místopředseda vlády Slovenské socialistické republiky v 70. a 80. letech 20. století.

## Biografie
Absolvoval základní školu a gymnázium v Lučenci. Po roce 1938 a maďarském záboru Lučence přešel na gymnázium ve Zvolenu. Vystudoval Slovenskou vysokou školu technickou v Bratislavě. Působil jako stavební inženýr a vodohospodář. Vzdělání si později doplnil v letech 1962–1964 studiem na Vysoké škole zemědělské v Praze, kde absolvoval obor vodohospodář. Po ukončení vysoké školy pracoval jako inženýr na Pověřenectví techniky, od roku 1948 v podniku Československé stavební závody, později Vodoprojekt, Hydroprojekt, Hydroconsult Bratislava (hlavní projektant a náměstek ředitele). Jako projektant se podílel na mnoha významných stavbách (kaskáda přehradních nádrží na Váhu, Oravská přehrada, nádrž Nosice atd.). Zúčastnil se i projekčních prací v zahraničí (Irák).
Po federalizaci Československa usedl v lednu 1969 do Sněmovny národů Federálního shromáždění. Nominovala ho Slovenská národní rada, v níž také zasedal. Ve federálním parlamentu setrval do konce funkčního období, tedy do voleb roku 1971.
V letech 1976–1986 se uvádí jako účastník zasedání Ústředního výboru Komunistické strany Slovenska. V březnu 1976 byl zvolen do ÚV KSS a jako jeho člen se uvádí ještě roku 1988. Ve volbách roku 1981 se uvádí opět jako zvolený poslanec Slovenské národní rady.
Zastával i vládní posty. V letech 1965-1968 působil jako náměstek ministra lesního a vodního hospodářství. V roce 1968 byl ministrem lesního a vodního hospodářství v první vládě Oldřicha Černíka. Pak přešel do slovenských vlád. Ve druhé vládě Petera Colotky, třetí vládě Petera Colotky, čtvrté vládě Petera Colotky a páté vládě Petera Colotky působil v letech 1971-1988 jako její místopředseda. Ve druhé vládě Petera Colotky navíc v letech 1971-1972 coby ministr stavebnictví SSR a krátce v roce 1976 i jako pověřený ministr výstavby a techniky SSR. Od roku 1988 byl v penzi a žil v Bratislavě. V roce 2008 oslavil 85. narozeniny.